# Olynthos

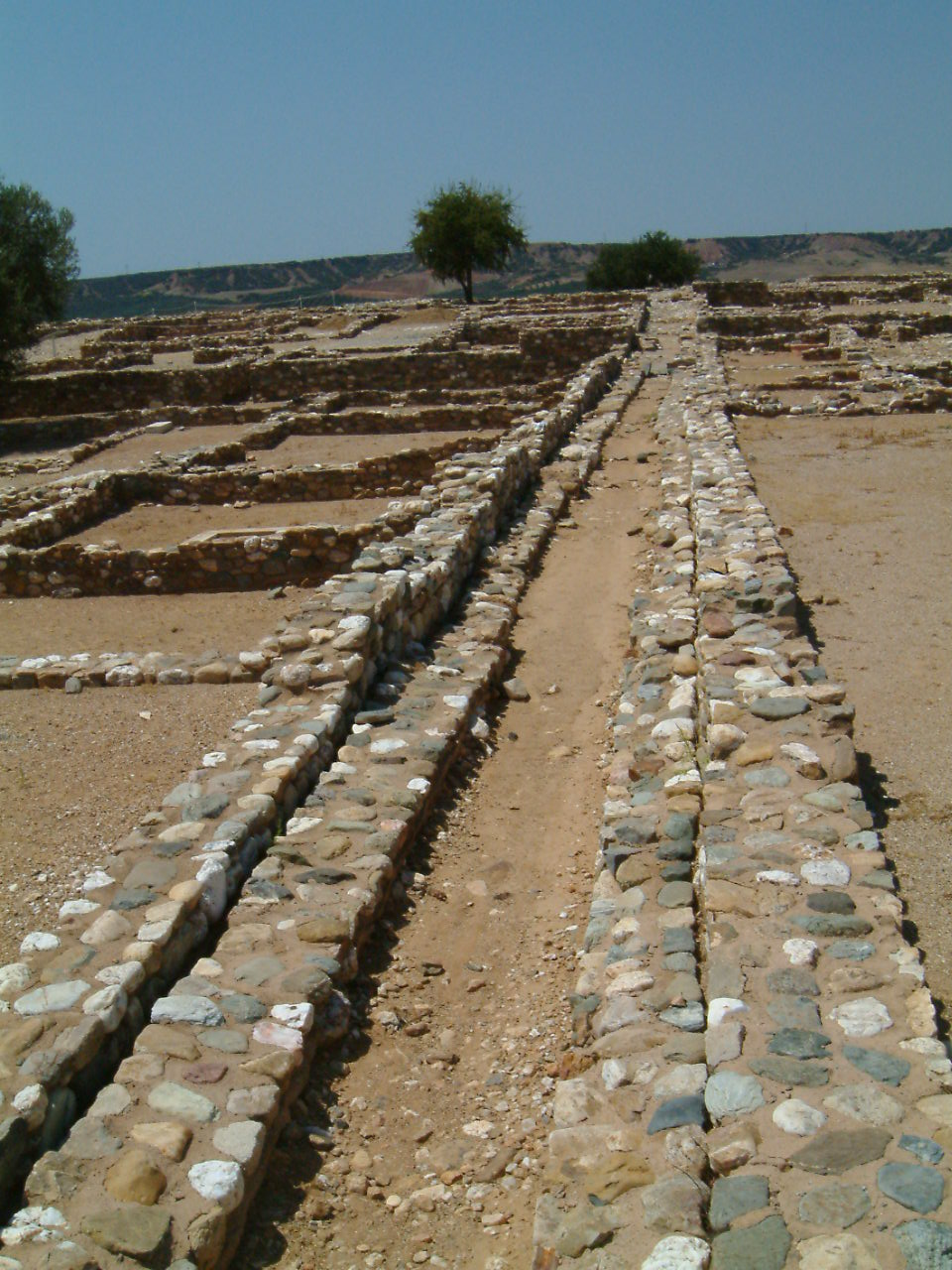
Zdi obytných domů

Olynthos (řec: Ὄλυνθος Olinthos (pojmenovaný podle olunthos, ovoce divokého fíkovníku), lat: Olynthus) je antické město. Nachází se na řeckém poloostrově Chalkidiki asi 2,5 km od moře na dvou kopcích, severním a jižním. Moderní město leží na malé náhorní plošině na západní straně řeky Olynthios naproti ruinám starověkého města.

## Historie
První doklady osídlení jsou z neolitu. Archaické osídlení je známo od 7. století př. n. l. na jižním kopci. Město bylo uspořádáno podle volného systému městského plánování. Roku 479 př. n. l. bylo zničeno perskými vojsky. Krátce nato započala jeho obnova.
Po anoikismu obyvatelstva několika okolních měst v roce 432 př. n. l. byl osídlen i severní kopec. Zde bylo postaveno nové město podle hippodamovského systému, obehnané hradbami. Stavitelé vybudovali široké ulice, kolem nichž stály velké výstavné domy s mozaikovými podlahami a omítnutými stěnami. To vše ukazuje na značnou prosperitu města.
Koncem klasického období se město pokusilo odolávat rozpínavým tendencím makedonského krále Filipa II. Z tohoto období jsou známy tři Démosthenovy řeči, ve kterých nabádal Athéňany, aby Olynthu poskytli pomoc. Roku 348 př. n. l. bylo ale město pobořeno a vypáleno makedonskými vojsky.

## Archeologické vykopávky
Pravděpodobné místo Olynthosu bylo identifikováno již v roce 1902. Vykopávky začaly v roce 1928. Prof. David Moore Robinson z Johns Hopkins University je prováděl v letech 1928, 1931, 1934 a 1939. Vykopávky odhalily více než pět hektarů Olynthu a část Mecyberna (přístavu Olynthos). 
Neolitické osídlení se nachází na okraji jižního svahu a bylo datováno do 3. tisíciletí př. n. l. Tyto domy byly postaveny z kamenných kvádrů a měly jednu nebo dvě místnosti. Nalezená keramika byla typická pro toto období, které zahrnuje monochromatické keramické vázy. Konec tohoto venkovského osídlení nastal náhle asi kolem 1. tisíciletí př. n. l.  
Archaické město bylo postaveno na základě územního plánování a rozšířilo se po celém jižním kopci. Dvě cesty vedly podél východního a západního okraje kopce a protínaly je ulice křížem. Na jižní straně byly obchody a malé domky, zatímco administrativní část byla umístěna v severní části kopce, kde byla nalezena i agora a děkanství.
Klasické město bylo založeno na mnohem větším severním kopci, na jeho východním svahu. Vykopávky, které se týkají pouze 1/10 z celkové rozlohy města, odhalily hippodamovský systém. Dvě velké cesty široké 7m, spolu s vertikálními a horizontálními ulicemi, rozdělovaly městskou oblast do městských bloků. Každý z nich měl deset domů o dvou podlažích a zpevněné dvory. Za velmi významné jsou považovány bohaté vily, kde byly nalezeny jedny z prvních podlahových mozaik v Řecku.